# 浄法寺漆
浄法寺漆（じょうぼうじうるし）とは、主として岩手県二戸市浄法寺町を本拠として活動する漆掻き職人が、岩手県北や青森県南部、秋田県北東部の漆の木から採取した生漆（きうるし）をいう。
21世紀現在、日本国内で使用される漆の98％以上はコストが安い中国産であるが、浄法寺漆は日本産としては最も生産量が多く（国産の約7割）と高い品質を誇る。

## 歴史
浄法寺町には漆器「浄法寺塗」がある。これは平安時代に二戸市浄法寺町の八葉山天台寺の僧たちが使っていた「御山御器」がルーツとされ、浄法寺塗には地元である浄法寺産の漆が塗られていたと考えられる。ただし、浄法寺地域での漆掻きの開始が記録として残されているのは、江戸時代からである。
江戸時代になると南部家盛岡藩の統制下、この地方に漆掻奉行が置かれ、漆は他領へ持ち出すことを禁じられた。漆とともに実も採取し使用するため、木を弱らせない「養生掻き」という掻き方をしていた。
明治期になると漆の需要が高まり、福井県今立町（現・越前市今立地区）の「越前衆」と呼ばれる漆掻き職人たちが浄法寺まで出稼ぎに来た。一本の木から一年で全ての漆を採り尽くす「殺し掻き」の方法で採取された。
昭和期から平成期にかけて、岩手県の中尊寺金色堂、京都府の金閣寺、栃木県の日光東照宮・二荒山神社・輪王寺といった、世界遺産・国宝級の文化財の修復に用いられた。
文化庁は2015年2月、国宝や重要文化財を修繕する際は国産漆を使うよう通知した。文化庁の推定によると、必要な国産漆は年2.2トンで、現状の国内生産量（1.2トン）はその半分程度である。浄法寺地域に昭和20年代には300人あまりいた漆掻き職人も平成期に入ってからわずか20人程へ減少。職人の高齢化も著しく、漆の苗木も不足気味となっている。そこで二戸市は2016年度、志望者をいったん市職員として採用し、数年かけて漆掻き職人に育てる「うるしびと」制度を設け、20～40歳代の応募者が修行している。また市内で約15万2000本まで減った漆の植樹も奨励している。「日本うるし掻き技術保存会」は、国の選定保存技術「日本産漆生産・精製」技術の保存団体に認定され、文化庁の支援を受け、若手研修生への指導を実施している。

## 品質
一般的な国産の「盛り漆」の場合、ウルシオールが70～75パーセント、水分が20～25パーセント、ゴム質・含窒素物が数パーセントである。浄法寺漆はウルシオールの含有率が高く、良質な漆として知られている。

## 生産と加工
漆掻き職人は、漆を掻き取る前年に原木を所有者から購入し、通常、胸高直径10cm以上を目安として掻き取る。掻き取りには掻き鎌、掻きべらなどの特殊な専用の道具を使用し、樹幹に傷をつけ、そこから分泌される漆液を採取する。漆の木から、漆液の採取が可能になるまで、約20年の生育が必要である。職人数は25人前後、産地の年間生産量は1t前後で推移している。
採取された漆は、多くの場合、光沢や粘度を調整するための精製作業が行われる。まず「ナヤシ」と呼ぶ撹拌作業で成分を均一化して粒子を細かくし、その後熱を加えながら行う「クロメ」という撹拌作業で、余分な水分を取り除く。

## 流通
1貫目（3.75kg）以上の樽単位で、国内の仲買人及び漆精製業者等へ出荷される。近年では、「浄法寺漆認証制度」が導入され、地元行政・有識者等で構成される「認証委員会」の認証を経た浄法寺漆の樽には、認証マークが貼付されている。
現在は非常に困難な状況にあり、原因は以下の3点とされる。
- 日光二社一寺の大量受注及び既存顧客への対応
- 漆掻き職人の技術は高度で専門性が高く熟練に年数を要するため、容易に増産できないこと
- 原木の確保

## 受賞
- 2011年 - 浄法寺漆産業がグッドデザイン賞（中小企業庁長官賞）を受賞[5]。